# Keith Hornsby
Keith Randall Hornsby (Williamsburg, 30 gennaio 1992) è un cestista statunitense.